# Commune rurale de Kuopio
La commune rurale de Kuopio (finnois : Kuopion maalaiskunta, abrév. Kuopion mlk) est une ancienne municipalité de Savonie du Nord en Finlande.

## Histoire
Le 1er janvier 1969, la communauté rurale de Kuopio est abolie.
Les villages Kehvo et Väänälänranta de la communauté rurale sont annexés par Siilinjärvi. À l'exception de ces deux villages, la communauté rurale de Kuopio a été annexée à la ville de Kuopio. 
Au 1er janvier 1968, la superficie de la commune rurale de Kuopio était de 620,3 km2 et au 31 décembre 1968 elle comptait 8 258 habitants.
La communauté rurale de Kuopio avait pour municipalités voisines Kuopio, Karttula, Leppävirta, Maaninka, Riistavesi, Siilinjärvi, Suonenjoki et Vehmersalmi.